# エウスカルドゥナ
エウスカルドゥナ・デ・コンストルクシオン・レパラシオン・デ・ブケス・デ・ビルバオ(スペイン語: Euskalduna de Construcción y Reparación de Buques de Bilbao)、略称エウスカルドゥナは、スペイン・バスク自治州・ビスカヤ県・ビルバオに本社を置いていた製造企業。特に造船業を専門としていたが、後に鉄道車両や道路用車両にも進出した。1900年に設立され、1984年に解散した。2000年代には、ビルバオのエウスカルドゥナ造船所があったアバンドイバラ地区の再開発が行われ、エウスカルドゥナ国際会議場・コンサートホールやビルバオ海洋博物館が建てられている。

## 歴史
海運業者のラモン・デ・ラ・ソタ・イ・リャノとエドゥアルド・アスナル・イ・デ・ラ・ソタによって、1900年にビルバオにエウスカルドゥナが設立された。400万ペセタの値で10,000株が発行され、エウスカルドゥナは2,000株と取締役会の常任2議席を提供することで、ビルバオ乾ドック会社の造船設備を引き継いだ。第一次世界大戦までに、鍛造・鋳造会社のタジェレス・デ・トゥロカの買収を通じて事業を拡張し、1914年には950人を雇用していた。第一次大戦は需要の増加をもたらし、この期間中に事業を拡張することができ、12,000トンの船舶を建造できる施設を建設した。第一次大戦後には保護政策にもかかわらず造船の需要が減少し、運送用自動車、蒸気機関車、路面電車などの車両製造などに事業を多様化させたほか、圧延機設備の製造、バスなどの道路用車両の製造も開始した。1920年までに3,700人以上を雇用していたが、1935年には雇用者数が1,500人にまで減少した。1930年代後半のスペイン内戦中には製造物が軍事転用され、エウスカルドゥナは国家の支援を受けた。
1956年にはヒホン・フリアナ建設株式会社を取得し、1967年にはスペイン造船株式会社という複合企業の一部を形成した。ラ・ナバルとの合併により、1965年にはセラージャ造船を引き継いだ。エウスカルドゥナは新会社の資本の50%を負担し、新会社はスペイン最大の商用造船企業、ヨーロッパ最大のそれのひとつとなった。1973年のオイルショックは後ろ向きの結果をもたらし、エウスカルドゥナは損失を記録し始めた。また、東アジアの韓国や日本の企業との競争激化に直面し、1986年にスペインが欧州連合(EU)加盟したことで国庫補助が削減され、やがて打ちきられた。国家再編は1984年の企業閉鎖、1987年の造船所閉鎖につながり、結果として1,297人が仕事を失った。
エウスカルドゥナの閉鎖後、エウスカルドゥナ造船所跡地の一部にはビルバオ海洋博物館が建てられた。2000年代には造船所跡地のアバンドイバラ地区の再開発事業が進行し、エウスカルドゥナ国際会議場・コンサートホールが建てられた。

## 文献
- Jesús Mª Valdaliso (1998), “Nacimiento y desarrollo de la industria naval del hierro y el acero en el País Vasco: el caso de Vizcaya (c.1889-1979)” (Spanish), Itsas Memoria. Revista de Estudios Marítimos del País Vasco : Nº 2. La construcción naval en el País Vasco, pp. 307–325
- Ibáñez Ortega, Norberto (2012), “Las empresas de construcción de material ferroviario en el País Vasco (1920-1936): implantación, desarrollos e innovación” (Spanish), Vasconia 38:  761–782, BIBLID [1136-6834 (2012), 38; 761-782]